# Микола (Скородинський)
Микола Скородинський (або Никола Скородинський, пол. Mikołaj Skorodyński; 15 січня 1751, Зборів — 23 травня 1805, Львів) — український церковний діяч, вихованець Барбареуму, доктор богослов'я, професор пасторального богослов'я, декан і ректор Львівського університету, з 1799 року — греко-католицький львівський єпископ.

## Життєпис
Народився 15 січня 1751 року в м. Зборів (нині Тернопільська область, Україна). Батько — о. Михаїл, декан і священник УГКЦ. Сестра Софія — матір ректора Львівського університету Мартина Барвінського.
У Золочівському колегіумі піярів закінчив гімназійні студії. Один рік філософських студій закінчив або у Золочеві, або у Львівській академії єзуїтів. У 1775 році вступив до Барбареум на другий рік філософії. Завершив навчання у Відні у 1780 році.
Висвячений на священника в 1782 році. Був викладачем морального і пасторального богослов'я при Львівській греко-католицькій духовній семінарії та генеральним вікарієм при катедрі святого Юра. Від 1784-го був викладачем богослов'я у Львівському університеті й віцеректором духовної семінарії. З 1787 року генеральний вікарій Львівський, в 1794—1795 — декан Богословського факультету Львівського університету. 28 листопада 1798 отримав номінацію на катедру Львівського єпископа, хіротонія відбулась 31 березня 1799. В 1804—1805 роках був ректором Львівського університету. Домагався відновлення Галицької митрополії разом з перемишльським єпископом Антоном Ангеловичем (майбутнім митрополитом галицьким), що відбулося у вересні 1808 року після його смерті.
Василь Верига в праці «Нариси з історії України (кінець XVIII — початок ХІХ ст.)». — Львів : Світ, 1996) стверджував:
- посилаючись на працю Михайла Возняка «Просвітні змагання галицьких українців у 19 віці» (Львів, 1912.— С. 5), що єпископ був «гарячим прихильником усього, що польське… не вмів говорити по-руськи».[3]
- намагався відновити Галицьку митрополію, що існувала у Львові за княжих часів (1303—1347 роки).